# 圖洛克薩河
圖洛克薩河（俄语：Тулокса），是俄羅斯的河流，位於該國西北部卡累利阿共和國，最終注入拉多加湖，河道全長77公里，流域面積900平方公里，發源處在海拔高度79.4米處。